# Информационное моделирование предметных областей
Информационное моделирование — процесс описания или построения модели предметной области в том виде или формате, который, с одной стороны, легко воспринимается человеком, и, с другой стороны, легко может быть преобразован в набор элементов информационного хранилища, программных компонентов и других составляющих прикладного программного обеспечения. Чаще всего термин информационное моделирование можно видеть в контексте описания процесса построения ER диаграмм или UML диаграмм.

## Информационное моделирование предметных областей
В программном обеспечении объекты находятся в определенных взаимосвязях друг с другом. Существует 3 вида взаимосвязей : ассоциация, обобщение и агрегация.

### Типы взаимосвязей между объектами
- Ассоциация — обозначает наличие логической связи между объектами. С каждой ассоциацией связано понятие мощности, которое может принимать одно из следующих значений: 1:1, 1:М и M:N. Мощность обозначает количество объектов определенного типа, которые будут участвовать в связи.
- Обобщение (от общего к частному) — данный тип взаимосвязи реализуется как взаимосвязь одного родительского класса сущностей с несколькими дочерними классами сущностей.
- Агрегация (целое-часть) — это взаимосвязь одного родительского класса сущностей с несколькими дочерними классами сущностей. При этом взаимосвязи могут быть описаны связями двух видов:

1. обязательно не идентифицирующими связями;
2. необязательно не идентифицирующими связями.

### Детальное описание

#### 1:1
В связи один-к-одному каждый блок сущности A может быть ассоциирован с одним блоком сущности B.
Рассмотрим такие сущности — Студент и Зачетная книга.
В каждый момент времени один студент имеет одну зачетную книгу, в то же время одна и та же зачетная книга принадлежит одному студенту.

Для представления связи 1:1 в схеме реляционной БД создаются две таблицы для каждого из объектов предметной области и первичный ключ одного из них (по выбору) добавляется к списку атрибутов другого объекта.

#### 1:M
Если у вас есть две сущности спросите себя:
1) Сколько объектов из B могут относиться к объекту A?
2) Сколько объектов из A могут относиться к объекту из B?
Если на первый вопрос ответ — множество, а на второй — один (или возможно, что ни одного), то вы имеете дело со связью один-ко-многим.
Возьмем в качестве примера сущности Кафедра и Преподаватель.
В каждый момент времени кафедра содержит много преподавателей, но каждый преподаватель подчинен только одной кафедре.

Для реализации связи 1:М в схеме реляционной БД первичный ключ объекта со стороны «1» добавляется к списку атрибутов объекта со стороны «М».

#### M:N
Связь многие-ко-многим — это связь, при которой множественным записям из одной таблицы (A) могут соответствовать множественные записи из другой (B).
Возьмем снова в качестве примера сущность Студент и сущность Дисциплина.
Каждый студент изучает много дисциплин, в то же время одну и ту же дисциплину изучают много студентов. 

Для реализации связи М:N в схеме реляционной БД необходимо создать дополнительную таблицу, первичный ключ которой будет составным и представлять собой сочетание первичных ключей объектов, участвующих в связи.

#### Обобщение (is-a)
Связь типа обобщение реализуется как взаимосвязь одного родительского класса сущностей с несколькими дочерними классами сущностей. Используется, если составляющая объекта относится к основному объекту как класс к подклассу. 

При использовании Обобщения первичный ключ родительского объекта переносится в состав первичного ключа дочерних объектов. Любопытно отметить, что при Обобщении реализуется так называемая иерархия наследования. При этом родительский объект содержит атрибуты, которые являются общими для всех дочерних объектов.

#### Агрегация (part of)
При агрегации, родительский объект (или агрегат) связывается с несколькими дочерними объектами (или компонентами). Компоненты родительского объекта ссылаются на агрегат посредством внешнего ключа, не входящего в состав первичного ключа. При этом компоненты агрегата могут существовать вне агрегата (допустимы null значения внешнего ключа) и могут НЕ существовать вне агрегата (не допустимы null значения внешнего ключа). 

Для представления агрегации необходимо создать одну таблицу для объекта верхнего уровня и по одной таблице для объектов нижнего уровня. Первичный ключ объекта верхнего уровня добавляется как атрибут ко всем объектам нижнего уровня (становится внешним ключом у объектов нижнего уровня).

## Нормализация баз данных
Нормальные формы — это рекомендации по проектированию баз данных. Вы не обязаны придерживаться всех пяти нормальных форм при проектировании баз данных. Очень малое количество баз данных следуют всем пяти нормальным формам, предоставленным в реляционной модели данных. Обычно базы данных нормализуются до второй или третьей нормальной формы. Четвертая и пятая формы используются редко.

### Первая нормальная форма
Первая нормальная форма гласит, что таблица базы данных — это представление сущности вашей системы, которую вы создаёте. Примеры сущностей: заказы, клиенты, заказ билетов, отель, товар и т. д. Каждая запись в базе данных представляет один экземпляр сущности. Например, в таблице товаров каждая запись представляет один товар.
- Первичный ключ.

Правило: каждая таблица имеет первичный ключ, состоящий из наименьшего возможного количества полей.
- Атомарность

Правило: поля не имеют дубликатов в каждой записи и каждое поле содержит только одно значение.
- Порядок записей не должен иметь значение.

### Вторая нормальная форма
Для того, чтобы база данных была нормализована согласно второй нормальной форме, она должна быть нормализована согласно первой нормальной форме. Вторая нормальная форма связана с избыточностью данных.
- Избыточность данных

Правило: поля с не первичным ключом не должны быть зависимы от первичного ключа.

Это означает то, что вы должны хранить в таблице только данные, которые напрямую связаны с ней и не имеют отношения к другой сущности. Следование второй нормальной форме — это вопрос нахождения данных, которые часто дублируются в записях таблицы и которые могут принадлежать другой сущности.